# Zoxea
 (octobre 2009).
Si vous disposez d'ouvrages ou d'articles de référence ou si vous connaissez des sites web de qualité traitant du thème abordé ici, merci de compléter l'article en donnant les références utiles à sa vérifiabilité et en les liant à la section « Notes et références ».
Zoxea (prononcé en anglais : [zɑksiː]) de son vrai nom Jean-Jacques Kodjo, né le 11 novembre 1974 à Sèvres, est un rappeur français. Pour certains critiques, il est « certainement un des Mcs les plus doués de l'Hexagone ».

## Biographie
D'ascendance guadeloupéenne et béninoise,, Jean-Jacques Kodjo, alias Zoxea est né le 11 novembre 1974 à Sèvres. C’est un des trois membres fondateurs des Sages Poètes de la Rue avec son frère Melopheelo et Dany Dan. Les Sages Po’ commencent leur carrière sur la scène hip-hop en 1993, avec une apparition sur la compilation Cool Sessions, puis sur la BO du film La Haine avec Bon Baiser du Poste.
Le premier album des Sages Poètes de la Rue voit le jour en 1995. Qu'est-ce qui fait marcher les sages?, produit par Jimmy Jay, ancien collaborateur de MC Solaar, est très loin des clichés hardcore de l’époque. Le groupe privilégie une approche old-school, avec des flows posés et des rythmiques fortement inspirées du jazz.
Avec le succès de ce premier effort, Zoxea et les Sages Po' montent leur propre structure, Beat De Boul, dans laquelle circuleront des artistes comme Booba et Ali de Lunatic ; Mala, Issaka et Bram's de Malekal Morte ; Lim, Cens Nino et Boulox de Mo'vez Lang ; et Salif et Exs de Nysay. Le label, qui a pour vocation d’aider les groupes des Hauts-de-Seine à percer, sort par la suite le maxi Dans la Sono.
Les Sages Po reviennent en 1998 avec Jusqu'à l'amour, deuxième album couronné d’un succès commercial et médiatique important. C’est à ce moment que les trois membres du groupe décident de tenter l’aventure solo. Zoxea va en Seine-Saint-Denis, où il collabore à l’album solo de Busta Flex, en produisant le single J’fais mon Job à Plein Temps, puis aux Freestyle Sessions avec NTM et produit le titre On est encore là sur leur album. Zoxeakopat a également, en compagnie de Busta Flex et Lord Kossity, assuré la première partie du duo lors de la tournée nationale 93 Party. Il a par la suite créé le crew IV My People avec Kool Shen et Busta Flex.
La même année, il sort en décembre le maxi La Ruée vers le Roro avec Kool Shen dans lequel Busta Flex y pose en featuring, et prépare le terrain pour son premier album solo, À mon tour d'briller, dans les bacs le 2 février de l’année suivante qui a été sacré disque d'or dix mois après sa sortie. L’album a été produit par Zoxea lui-même avec Madizm et Melopheelo. Il rassemble le Beat De Boul, Don Choa de la Fonky Family, Lord Kossity (dont le clip Y'a qu'ça à faire fut tourné à Miami et réalisé par J.G BIGGS), Melopheelo, Busta Flex et Kool Shen.
Après cette escapade solo réussie, il participe en 2000 à la deuxième production de Beat De Boul intitulée Dans la Ville, et en 2002 au  troisième album des Sages Poètes: Après l’Orage.
En 2003, Zoxea monte le label KDB ZIK avec Melopheelo. Zoxea ne se consacre toutefois pas exclusivement au business. Il garde un pied dans les studios (il produit notamment le morceau Rusé, La Gamberge sur l'album La Cerise sur le ghetto de la Mafia K'1 Fry) en signant son deuxième disque solo, Dans la Lumière, en 2004. Cet album est alors considéré comme avant-gardiste et présente des morceaux comme le classique King de Boulogne ou No Time sur lequel participe Sinik qui signera par la suite chez Warner et y sortira son premier album solo. La même année, Zoxea produit également le single Un Ange dans le Ciel et participe à Change de Style, du Dernier Round de Kool Shen.
En 2005, il participe à la sortie du troisième album des Sages Poètes, Trésors Enfouis, un album concept mettant en avant des inédits.
En 2006, Zoxea apparaît aux côtés de M. Pokora sur L’enfer du Samedi Soir. Malgré des critiques à ce sujet, Zoxea se montre alors le précurseur d'une tendance à collaborer avec des chanteurs ou chanteuses R'n'B issue de la télé réalité, tendance suivie par de nombreux rappeurs (Kery James avec Sheryfa Luna, La Fouine ou Diam's avec Amel Bent, et aussi Soprano et Léa Castel parmi d'autres).
En 2007, il produit en compagnie de son frère, Melopheelo, la troisième compilation de Beat De Boul intitulé Dans un autre monde. Il y pose plusieurs morceaux solos dont le polémique Pierre Tombale ou encore 60 Piges.
En septembre et octobre 2008, il participe à la tournée marquant la reformation du Suprême NTM aux côtés de Busta Flex, Lord Kossity, Jeff Le Nerf ou encore Nathy boss.
En mars 2009, il rentre en résidence au CENTQUATRE pour préparer la création de son troisième album solo : Tout dans la Tête. Il y reste 9 mois au cours desquels il ouvre son atelier de 137 mètres carrés au public lors de diverses occasions : discussions, micros ouverts, ateliers d’écriture et Hip Hop Apéro.
Depuis sa sortie du CENTQUATRE, Zoxea peaufine Tout dans la Tête en studio. Les trois premiers extraits, Boulogne Tristesse, Comme un Lion et Showtime, son dans lequel il invite ses compères des Sages poètes de la rue Dany Dan et Melopheelo, sont clipés et mis en scène sous forme de trilogie. Les singles se retrouveront sur le maxi digital Showtime le 24 janvier 2012.
Le 19 mars 2012, Zoxea sort enfin son album Tout dans la tête, contenant les singles sortis précédemment ainsi que des morceaux tels que C'est Nous Les Reustas avec en featuring Busta Flex, morceau qui eut un gros succès d'estime, ou bien Paroles et musique. L'album contient onze titres, onze en référence au nombre fétiche du rappeur et le 18 décembre 2012, sort une édition deluxe de Tout dans la tête où y sont inclus en plus des titres originels les instrumentales de Boulogne Tristesse, Comme un Lion, Showtime, C'est Nous Les Reustas et le titre C'est Nous Les Reustas Remix dans lequel Zoxea y invite un panel de rappeurs comme Guizmo, Mokless de la Scred Connexion, les sages poètes Melopheelo et Dany Dan, Disiz, Youssoupha, Fuzati ou encore Nakk.
Avec les Sages Poètes de la Rue, il sort un album en 2017, Art Contemporain, salué par la critique.

## Discographie

### Les Sages Poètes de la rue
- 1995 : Qu'est-ce qui fait marcher les sages ?
- 1998 : Jusqu'à l'amour
- 2002 : Après l'orage
- 2005 : Trésors enfouis
- 2008 : Trésors enfouis Vol.2
- 2017 : Art Contemporain

#### Beat de Boul
- 1997 : Dans la sono
- 2000 : Dans la ville
- 2007 : Dans un autre monde

## Apparitions sans les Sages Poètes de la Rue
- 1993
  - Sages Poètes de la Rue - La rue sur la compile Les cool sessions produite par Jimmy Jay
- 1994
  - Coup d'État Phonik, Zoxea, Moda - Méfiance sur la compilation Sortir du tunnel.
- 1995
  - Booba Feat Zoxea - Cash flow Remix sur l'album de Lunatic jamais sorti, Sortis de l'ombre
- 1996
  - Mo'vez Lang Feat Sages Poètes de la Rue - Poison juvénile sur la compile Les cool sessions produite par Jimmy Jay
- 1997
  - Zoxea Feat Abuz - Vivre large sur la compile L'invincible Armada
  - Dontcha feat. Zoxea - Freestyle sur la mixtape Dontcha Flex Volume 3 de Dontcha
  - Dontcha feat. Zoxea - Clash Impro sur la mixtape Dontcha Flex Volume 4 de Dontcha
- 1998
  - Busta Flex Feat Zoxea - 1 pour la basse sur l'album homonyme de Busta
  - Busta Flex Feat NTM & Zoxea - Freestyle session sur l'album de Busta
  - ATK Feat Zoxea - Attaque à mic armé avec sur la compile Nouvelle Donne
- 1999
  - Les Spécialistes Feat Zoxea - Pression constante sur l'album homonyme des Spécialistes
  - Mo'vez Lang Feat Zoxea - On vient de loin sur l'album de la Mo'vez, Héritiers de la rue
- 2001
  - Salif Feat Zoxea & Kool Shen - Sous bass et drum oblige sur l'album de Salif, Chacun pour soi
  - Salif Feat Zoxea - Bois de l'eau sur l'album de Salif, Chacun pour soi
- 2002
  - Zoxea - Au téléphone sur l'album de Triptik, Fondations
- 2003
  - Sinik Feat Zoxea - No time sur le Street CD de Sinik, En attendant l'album
  - Sniper Feat Zoxea & Salif etc. - Panam All Stars sur l'album de Sniper, Gravé dans la roche
  - OSFA Feat Zoxea & Sully Sefil - Chasseur de rimes sur le EP de OSFA, 95 sang
- 2004
  - Kool Shen Feat Zoxea - Change de style sur l'album de Kool Shen, Dernier Round
  - Antilop Sa Feat Zoxea - Attaque à mic armé Part II sur l'album d'Antilop Sa, L'encre en guise de larmes
  - Manu Key Feat Booba, Dany Dan, 16 Ar, Oxmo Puccino & Zoxea - Quai 54 all stars sur l'album de Manu Key, Prolifique Vol.1
  - Matt Pokora Feat Zoxea - L'enfer du samedi soir sur l'album de Matt Pokora, Player
  - Clash de 4 rounds - Zoxea contre Dontcha - à l'émission Couvre feu.
  - Zoxea Feat Sinik, P.Kaer & Reeno - Dans la mentalité sur la mixtape Hors Serim
  - Face à Zo sur la mixtape 92100% Hip Hop Vol.4
- 2005
  - Sinik Feat Zoxea - Pardonnez-moi sur l'album de Sinik, La Main sur le cœur
  - Alibi Montana Feat Zoxea, Kamel L'ancien, Sté & Jacky - Le Rap sera jamais mort sur l'album d'Alibi Montana, Numéro d'écrou
  - Manu Key Feat Zoxea - Haute tension avec sur la mixtape Haute Tension
  - Zoxea - Générations sur la compile Ma Conscience
  - Zoxea - Je suis le king sur la compile Rap performance
  - Zoxea - Pas assez pour le futur sur l'album de Less du Neuf, Sur le terrain
- 2006
  - Zoxea - Sois sur de toi sur la mixtape Hip Hop Fight Vol.1
  - Zoxea Feat Aketo, Alibi Montana & Larsen - 16 Mesures pour représenter sur la compile Les yeux dans la banlieue
  - Sinik Feat Zoxea, P.Kaer & Reeno - Dans la mentalité sur la mixtape Hors Serim 2
  - Zoxea Feat 16S64 - Sans effets spéciaux sur la compiles des 5 ans de Tracklist
  - Zoxea Feat Sinik - Remballe ton style sur la compile Street couleur
- 2007
  - Zoxea - Complot sur la mixtape Industreet
  - Zoxea Feat Amara & Meh - Il y a eu sur la mixtape Block Story
  - Chodo Feat Zoxea - Electrochoc sur le Street CD de Chodo, Sans règle
  - Chodo Feat Zoxea, Antar & Guerilla Black - Challenger sur le Street CD de Chodo, Sans règle
- 2008
  - Zoxea Feat GsD & BlackCuba - Punch sur la mixtape Street death
  - MNLK Feat Zoxea - EEEUUUHH ? sur l'album de MNLK, MNLK project
  - Swift Guad Feat Zoxea - Lourdeur sur l'album de Swift Guad, Hécatombe
- 2009
  - Zoxea Feat Dany Dan - Chacun sa drogue sur la compile Punchline street beat show
- 2011
  - 1995 Feat Zoxea - À chaque ligne sur l'album de 1995, La source
  - Swift Guad Feat Zoxea, Nakk, L'indis, Paco & Nubi - Mise à jour sur l'album de Swift Guad, Hécatombe 2.0
- 2012
  - Busta Flex Feat Zoxea - Fast slow sur la mixtape de Busta Flex, Flextape 93.8
  - Vicelow Feat Zoxea, Busta Flex, A2H, Jiddy Vybzz, Kenyon, Kohndo, Radikal MC, Dandyguel et Sir Samuel - Hip Hop Ninja Remix sur l'album BT2 Collector de Vicelow
- 2020
  - Sniper feat Zoxea - Œuvre d'art sur l'EP de L'homme de l'ombre "Œuvre d'art"
- 2022
  - Zoxea feat Busta Flex & Lord Kossity - 24H
  - Busta Flex Feat Zoxea - Fast slow sur la mixtape de Busta Flex, Flextape 93.8